# Jacqueline Brumaire
Jacqueline Brumaire nom de scène de Jacqueline Agnès Armande Thévenin, née à  Herblay (Seine-et-Oise) le 5 novembre 1921 et morte à Nancy (Meurthe-et-Moselle) le 29 octobre 2000, est une soprano française.

## Biographie
Jacqueline Brumaire soprano lirico spinto avait fait des études  au Conservatoire de Paris en classe de piano. Elle apprend seule le chant en accompagnant des chanteurs. En 1946, elle débute à l’Opéra-Comique dans Les Noces de Figaro où elle tient le rôle de la Comtesse. Puis elle y chante la  Juliette de Roméo et Juliette.
Les scènes européennes lui sont ouvertes, la Scala de Milan, mais aussi les théâtres de Suisse, d'Espagne, de Belgique…. Son jeu intelligent et sa voix subtile lui permettent d'aborder les rôles de soprano lyriques du répertoire français et italien Mimi, dans La Bohème de Puccini, Micaëla dans Carmen de Bizet, Antonia dans Les contes d’Hoffmann de Jacques Offenbach, Marguerite dans le Faust de Charles Gounod. 
Elle aborde ensuite le répertoire mozartien, Fiordiligi dans Cosi fan tutte et Donna Anna dans Don Giovanni. À la suite d'un disque qu'elle consacre aux héroïnes mozartiennes, elle reçoit un grand prix de l'Académie Charles-Cros.  
Elle participe à la création d'opéras contemporains en 1951 Madame Bovary d'Emmanuel Bondeville, l'année suivante le Don Juan de Manara d'Henri Tomasi. Elle chante aussi les œuvres de Manuel Rosenthal et celles de Darius Milhaud. 
Lorsqu'elle quitte la scène au début des années soixante-dix, c'est pour se consacrer à l’enseignement au conservatoire de Lyon, à la direction des chœurs du Grand Théâtre de Nancy et au professorat au conservatoire de région de cette même ville. 
Nommée à la Commission du chant de la Direction nationale de la musique au Ministère de la culture, elle fut, en 1981 envoyée en Chine à Pékin afin de participer à la création du Carmen de Bizet par une équipe chinoise, dans une mise en scène de René Terrasson et sous la direction de Jean Périsson.

## Publications
- Les arcanes de la création lyrique : réflexions et souvenirs, Éd. Association les Brumairiades, 1996
- La Baraka ou si Jacqueline Brumaire m'était contée, autobiographie, 2000.

## Hommages et distinctions
- Chevalier de l'ordre national du Mérite
- Chevalier de l'ordre des Arts et des Lettres
- Nommée membre de l'Académie de Stanislas[3] en 1992
- Présidente du Cercle nancéien d’art lyrique.
- La ville de Nancy a donné son nom à une allée[4].